# Izrael Szajnbrum
Izrael Szajnbrum (Urzędów, 1924) é um desenhista, gravador, escultor e arquiteto brasileiro nascido na Polônia.